# Giải BAFTA lần thứ 9
Giải BAFTA lần thứ 9, được trao bởi Viện Hàn lâm Nghệ thuật Điện ảnh và Truyền hình Anh Quốc năm 1956 để tôn vinh những bộ phim xuất sắc nhất năm 1955.

## Chiến thắng và đề cử

### Phim hay nhất
Richard III 
- Bad Day at Black Rock
- Carmen Jones
- The Colditz Story
- The Dam Busters
- East of Eden
- The Ladykillers
- Marty
- The Night My Number Came Up
- The Prisoner
- Seven Samurai
- Simba
- La Strada
- Summertime

### Phim Anh hay nhất
Richard III 
- The Colditz Story
- The Dam Busters
- The Ladykillers
- The Night My Number Came Up
- The Prisoner
- Simba

### Nam diễn viên nước ngoài xuất sắc nhất
Ernest Borgnine trong Marty 
- James Dean trong East of Eden
- Jack Lemmon trong Mister Roberts
- Frank Sinatra trong Not as a Stranger
- Mifune Toshirō trong Seven Samurai
- Takashi Shimura trong Seven Samurai

### Nam diễn viên Anh xuất sắc nhất
Laurence Olivier trong Richard III 
- Alfie Bass trong The Bespoke Overcoat
- Kenneth More trong The Deep Blue Sea
- Michael Redgrave trong The Night My Number Came Up
- Jack Hawkins trong The Prisoner
- Alec Guinness in The Prisoner

### Nữ diễn viên Anh xuất sắc nhất
Katie Johnson trong The Ladykillers 
- Margaret Lockwood trong Cast a Dark Shadow
- Deborah Kerr trong The End of the Affair
- Margaret Johnston trong Touch and Go

### Nữ diễn viên nước ngoài xuất sắc nhất
Betsy Blair trong Marty 
- Dorothy Dandridge trong Carmen Jones
- Grace Kelly trong The Country Girl
- Julie Harris trong I Am a Camera
- Marilyn Monroe trong The Seven Year Itch
- Judy Garland trong A Star Is Born
- Giulietta Masina trong La Strada
- Katharine Hepburn trong Summertime

### Kịch bản Anh hay nhất
The Ladykillers - William Rose 

### Phim hoạt hình hay nhất
Blinkity Blank
- Tiểu thư và chàng lang thang